# 三田文学
『三田文學』（みたぶんがく）は、慶應義塾大学文学部を中心に刊行されてきた文芸雑誌。

## 沿革

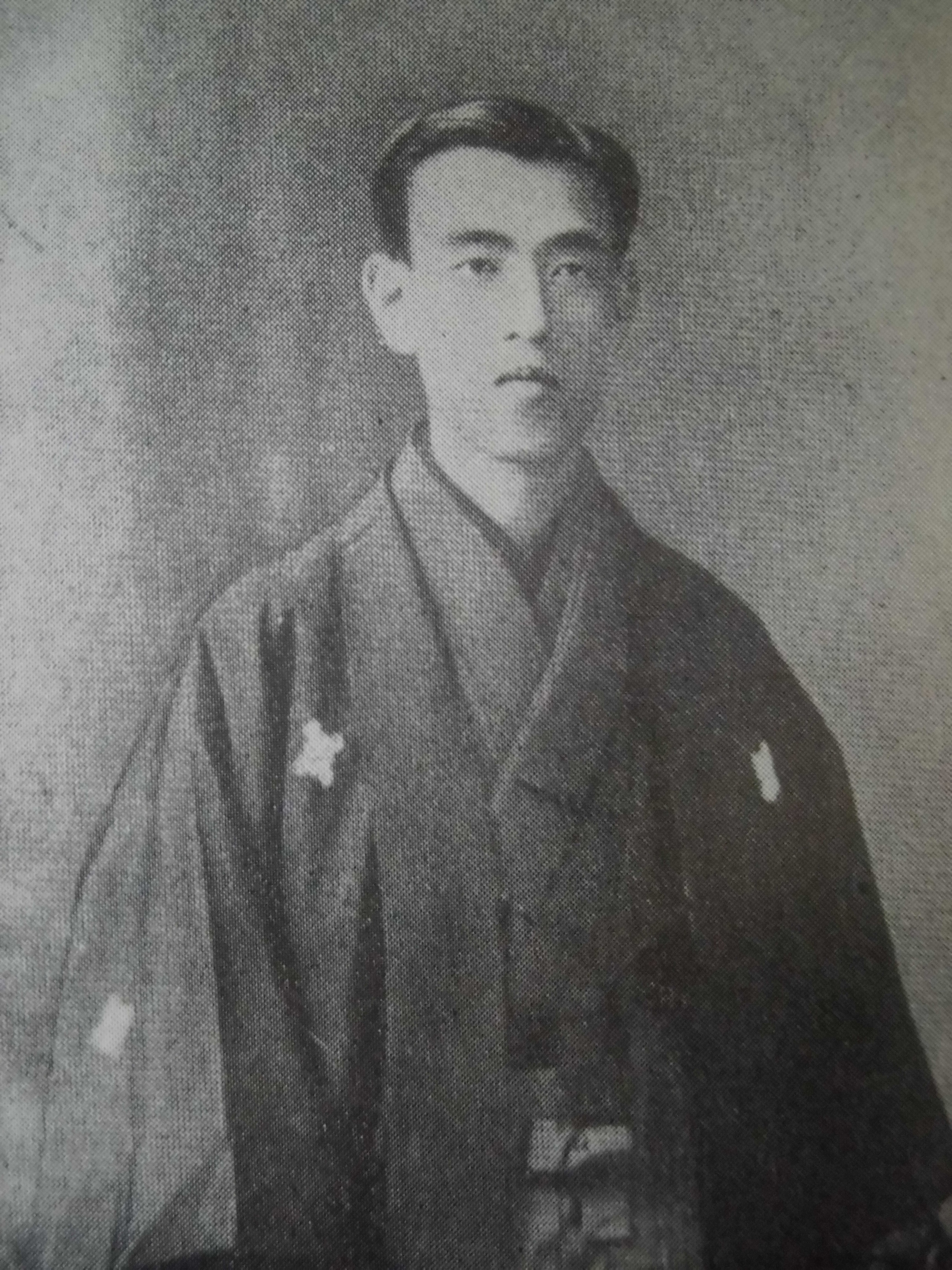
初代主幹の永井荷風

### 創刊
1910年（明治43年）5月に、慶應義塾幹事の石田新太郎の主導により、文学科教授の森鷗外と協議し、上田敏を顧問に、永井荷風を主幹に据えて創刊された。この時期の慶應義塾大学部文学科は、課程を文学・哲学・史学の3専攻に分け、文学専攻では荷風のほか、小山内薫、戸川秋骨、馬場孤蝶、小宮豊隆を、哲学では岩村透を、史学では山路愛山、幸田成友、伊木寿一を教員に加えた。三田文学会の主催により、7回の休刊を経て現在に至る。かつては反自然主義的で耽美派で知られ、シュルレアリスムの作家・詩人も輩出してきた。

### 永井荷風編集長
創刊期から、森鷗外、芥川龍之介ら既成の作家に発表の場を提供する一方、永井荷風は塾生（慶應義塾出身者）の弟子を多く育て、久保田万太郎、水上瀧太郎、佐藤春夫らが育った。創刊された「三田文学」に鷗外は、横浜港を舞台にした『桟橋』を発表、以後、6月号に『舞姫』後日談ともいえる『普請中』、7月号にロダンのモデルとなった日本女性をとりあげた『花子』、8月号に鷗外の分身ともいえる役人を描いた『あそび』、9月号に発禁処分への異議申し立てである『フアスチェス』、11月号に言論弾圧に抗議する『沈黙の塔』、12月号に虚無主義や無政府主義に対する意見を述べた『食堂』を発表するというように問題作を次々と三田文学に執筆した。荷風は、「三田文学」の創刊号から『紅茶の後』という随筆を連載し、「流竄の楽士」の中で政府の検閲制度を批判した。このような反体制の問題作が次々と掲載されるようになり、谷崎潤一郎の「飆風（ひょうふう）」を載せた号が発禁になったことから大学側と永井荷風が対立し、荷風は辞任し、後任には沢木梢（澤木四方吉）が主幹となるが、病に倒れ一時休刊となる。

### 復刊と三田派
1916年荷風が教授辞職後は次第にふるわなくなり、1925年に一時休刊となるが、1926年水上瀧太郎を中心に復刊を果たし、「三田派」と呼ばれる野口米次郎、木下杢太郎、三木露風、馬場孤蝶、山崎紫紅、黒田湖山、深川夜烏、藤島武二らが精神的主幹として振い、他にも井伏鱒二、丹羽文雄、和田芳恵などの新人も多く登場した。新世代として西脇順三郎、石坂洋次郎、柴田錬三郎、原民喜などが活躍したが、太平洋戦争突入により危機を迎える。1923年からは折口信夫が国文学・国学を講じた。また、関東大震災後の昭和初期に『戦旗』や『文芸戦線』等のプロレタリア文学が主流を占めるようになると、西脇順三郎がシュルレアリスム運動を先導した。
1928年から1944年まで、和木清三郎が編集長。

### 太平洋戦争から戦後
敗戦後、丸岡明の能楽社（現能楽書林）が発行を引き受け、原民喜の被爆体験を綴った『夏の花』が掲載される。1949年から戸川秋骨賞を主催。戦後派の文学者も登場し始め、松本清張・柴田錬三郎が芥川賞、直木賞作家となり、安岡章太郎、遠藤周作ら「第三の新人」がデビューした。
1954年、再びの休刊を経て、当時慶應義塾大学院生だった桂芳久、田久保英夫、山川方夫の3人が「第5次」として復刊させた。編集委員は内村直也、北村武夫、佐藤朗、丸岡明、村野四郎、山本健吉、戸板康二だった。江藤淳が『夏目漱石』を連載した。
1957年に休刊、1958年に「第6次」として復刊。編集委員は堀田善衛、梅田晴夫、遠藤周作、安岡章太郎、白井浩司、柴田錬三郎、庄司総一。1962年に休刊、1966年に「第7次」として復刊。江藤淳が編集委員に加わり、遠藤周作が編集にあたったが、1970年に休刊。
版元は能楽書林、1951年に酣燈社、1968年には講談社と変わり、1976年に第二期は終刊した。

### 現在
1985年に復刊し現在に至る（第8次）。2009年より『文学界』が休止した同人雑誌批評のコーナーを引き継いだ。慶應義塾大学出版会が版元で年4回発行、事務局は大学内にある。会員制による三田文学会という支持団体によって発行されている。

#### 内紛
2017年4月、福田拓也は、後任の関根謙編集長就任に対し、「三田文学の終わりの始まり」「高みから転落しつつある」と強く反発、「良識のなさ、見識のなさ、文学的センスのなさ」を指摘、「資質は深刻に問題視されるべき」だとした。具体的には、関根謙編集長自身の著作を書評欄で取り上げたこと、保坂和志（「TELL TALE SIGNS」）と梅原猛の連載が無くなったこと、片岡周子と岡英里奈の短篇の掲載取りやめ、「三田文学女子会」の終了を批判している。坂本忠雄の「小林秀雄と河上徹太郎」は「引用を連ねるなかに批評家の言葉をなぞるだけという批評性ゼロのひどい代物」、庵原高子の「夏の星」は「愚劣極まりない小説」であると指摘し、三田文学理事会の中枢あるいは周辺の仕事を「利益供与の体制が確立」しており「三田文学会理事たちのための三田文学」であると批判した。一連の福田の問題提起に三田文学会理事長の吉増剛造は、関根謙編集長に関する福田の「ツィートとブログを削除すること」、「少なくとも今後3ヶ月の間は三田文学についてツィートやブログを書かないこと」を要求したが、福田は「丁重にお断り」した。

## 歴代編集長
- 若松英輔（2013年10月～2015年12月）
- 福田拓也（2016年1月〜12月）
- 関根謙（2017年1月〜現在）

## 主な関係者一覧
- 瀧口修造
- 野口米次郎
- 堀口大學
- 久保田万太郎
- 石坂洋次郎
- 水上瀧太郎
- 夢野久作
- 車谷長吉
- 佐藤春夫
- 獅子文六
- 堀田善衛
- 萩原朔太郎
- 村松梢風
- 吉野秀雄
- 松本泰
- 小島政二郎
- 南部修太郎
- 勝本清一郎
- 西脇順三郎
- 佐々木邦
- 庄司総一
- 遠藤周作
- 安岡章太郎
- 江藤淳
- 坂上弘
- 田中和生
- 柴崎竜人
- 宇野信夫
- 曽野綾子
- 加藤道夫
- 柴田錬三郎
- 山本健吉
- 芥川比呂志
- 池田彌三郎
- 戸板康二
- 野口冨士男
- 若松英輔

## 表紙・カット（挿絵）
| 巻号                | 発行年             | 表紙       | カット（挿絵）                 | 出典   |
| ------------------- | ------------------ | ---------- | ------------------------------ | ------ |
| 第一号・創刊号      | 1910年（明治43年） | 藤島武二   |                                | [ 6 ]  |
| 第四十三巻 第十号   | 1953年（昭和28年） |            | 鈴木信太郎、稗田一穂           | [ 7 ]  |
| 第四十四巻 第三号   | 1954年（昭和29年） | 篠原宏     | 鈴木信太郎、長井泰治、飯田善国 | [ 8 ]  |
| 第四十四巻 第五号   | 1954年（昭和29年） | 串田孫一   | 川端実、角浩、河野鷹思         | [ 10 ] |
| 第四十五巻 第八号   | 1955年（昭和30年） | 串田孫一   | 川端実、南政善、稗田一穂       | [ 11 ] |
| 第四十五巻 第十一号 | 1955年（昭和30年） | 稗田一穂   | 南政善、稗田一穂               | [ 12 ] |
| 第四十七巻 第一号   | 1957年（昭和32年） | 勝呂忠     | 南政善、勝呂忠、中西夏之       | [ 13 ] |
| 第五十三巻 第一号   | 1966年（昭和41年） | 高畠達四郎 | 渡辺隆次                       | [ 14 ] |
| 第五十四巻 第三号   | 1967年（昭和42年） | 岡本太郎   | 高橋安子                       | [ 15 ] |